# Tháp Ještěd

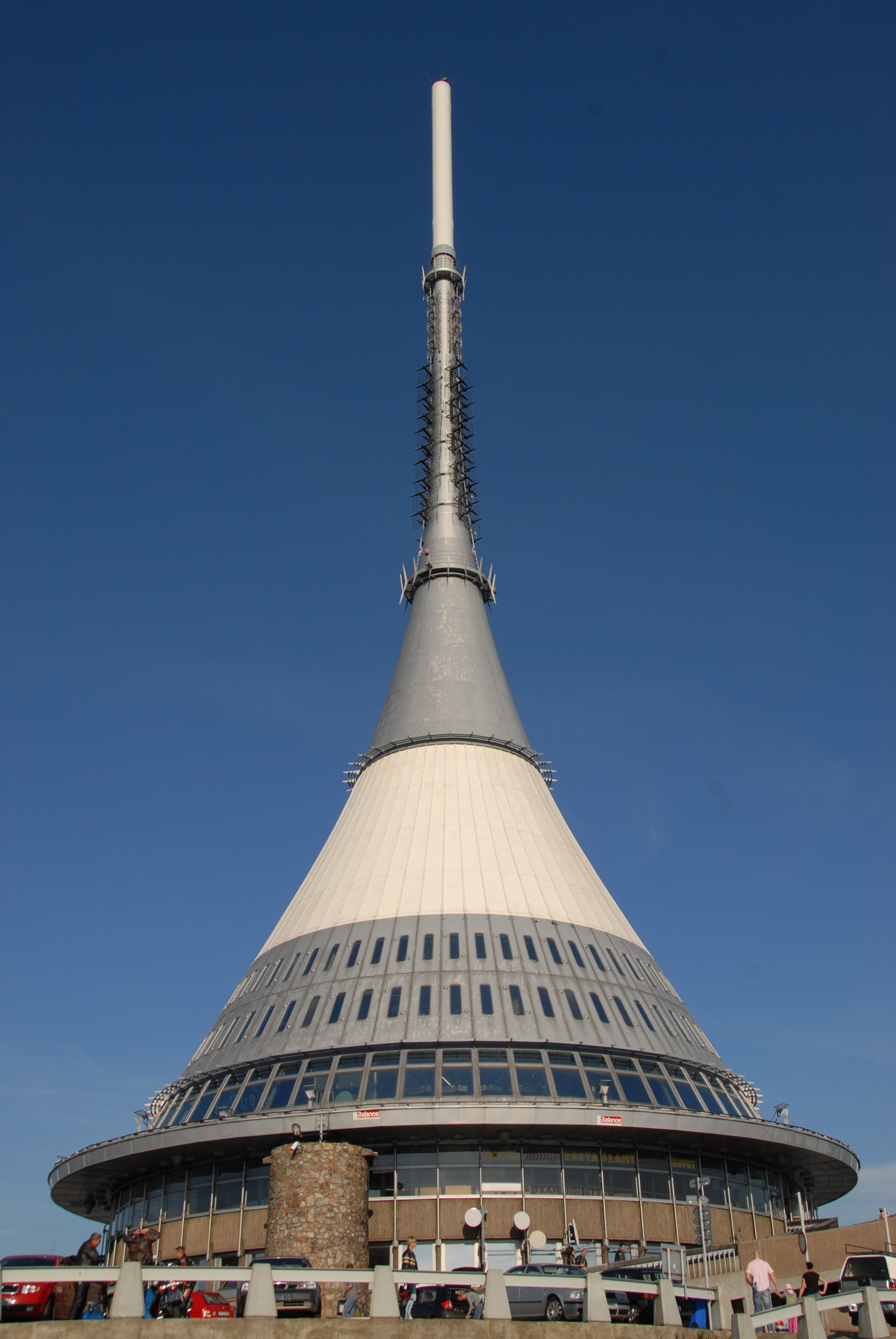
Khách sạn và trạm phát truyền hình được xây cùng trong một tòa tháp

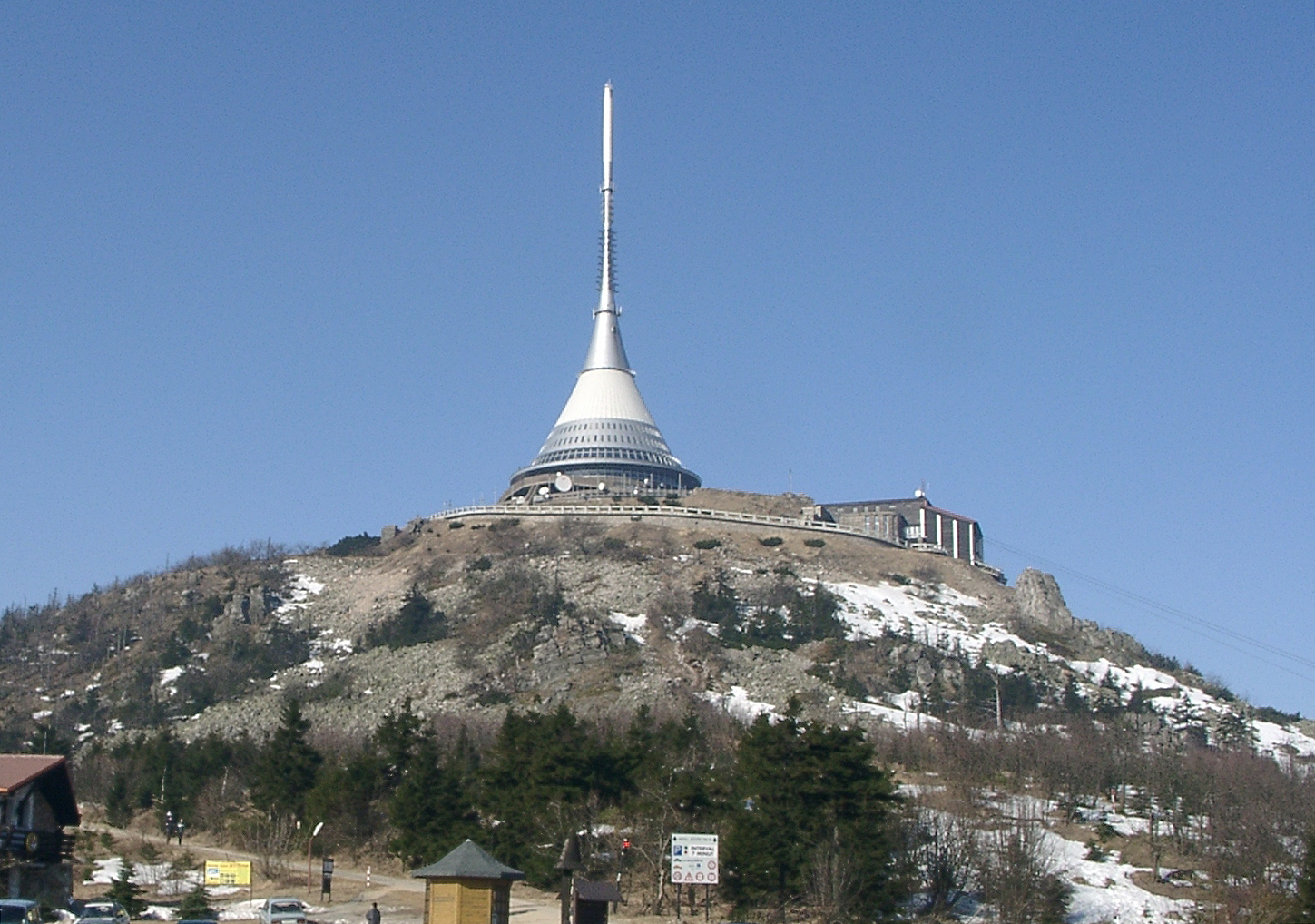
Tòa tháp trên đỉnh núi Ještěd

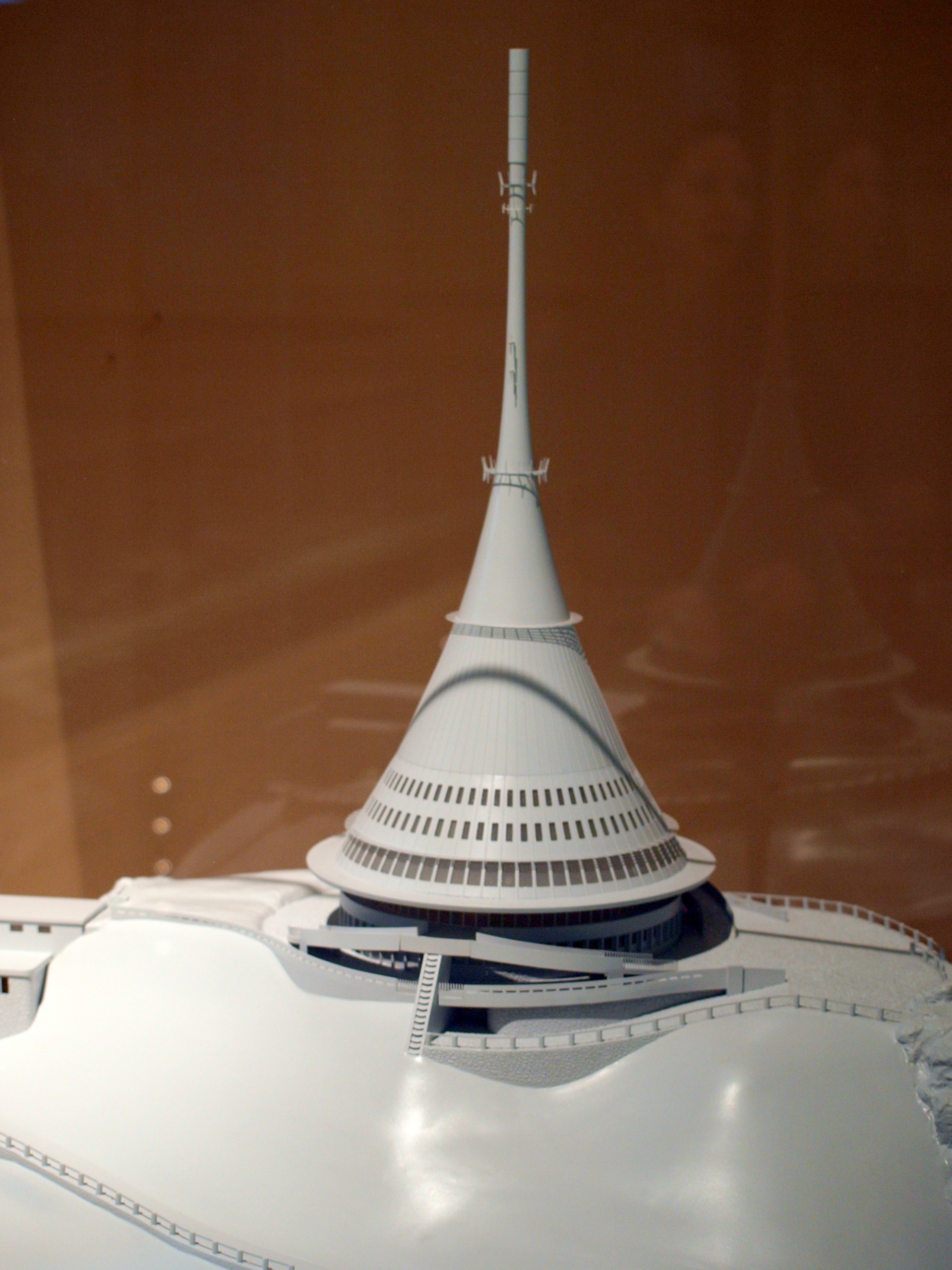
Mô hình tháp Ještěd được trưng bày tại Bảo tàng Kỹ thuật Quốc gia ở Praha

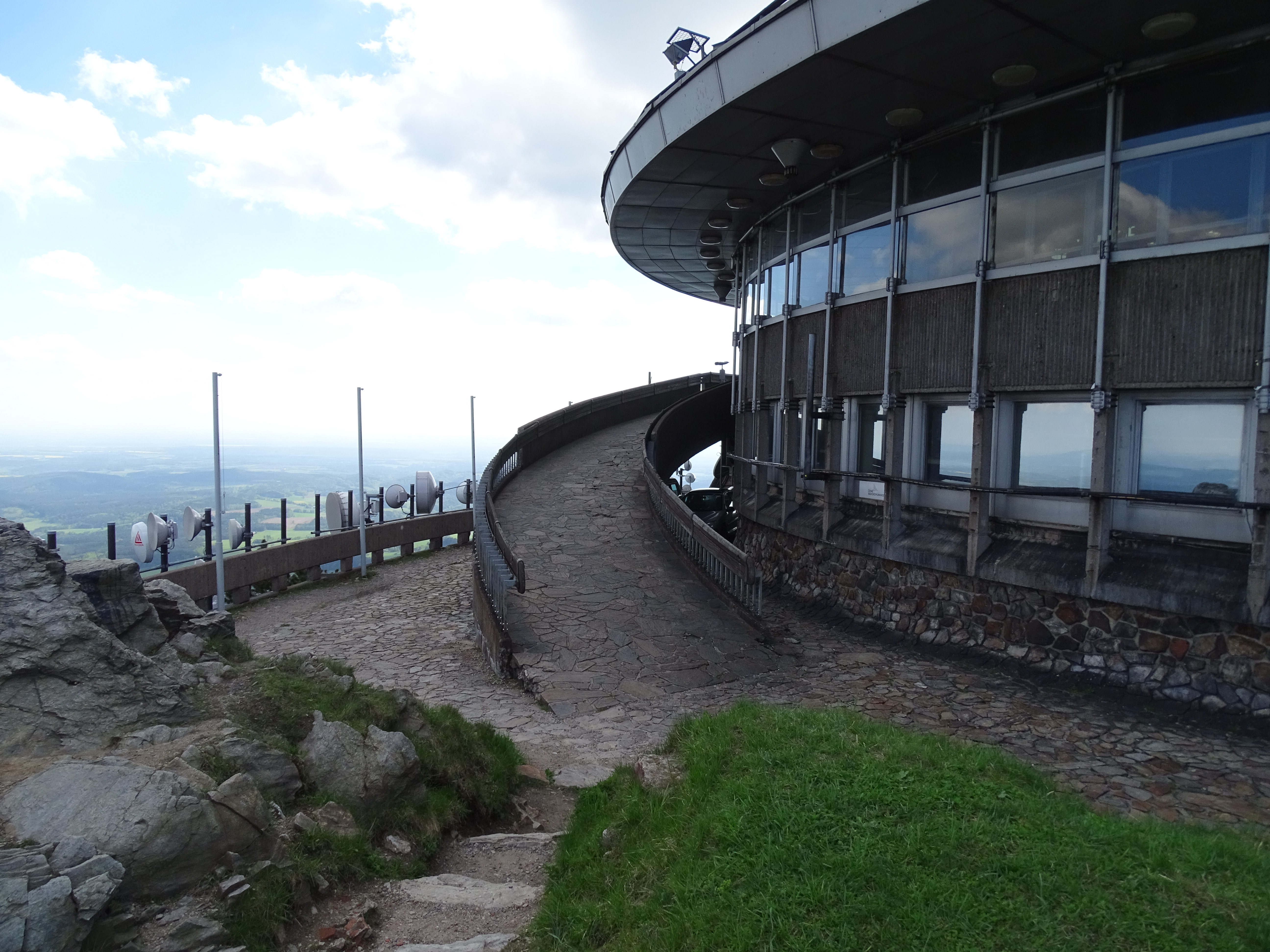
Đoạn dốc phía nhà hàng của tháp Ještěd

Tháp Ještěd là một trạm phát sóng truyền hình cao 94 mét được xây dựng trên đỉnh núi Ještěd, gần thành phố Liberec ở Cộng hòa Séc. Tháp truyền hình này được xây từ bê tông cốt thép và được thiết kế theo hình hyberbol. Kiến trúc sư của công trình tháp Ještěd là Karel Hubáček. Ngoài ra, còn có Zdeněk Patrman là người hỗ trợ tính toán kết cấu xây dựng và Otakar Binar chịu trách nhiệm phần thiết kế nội thất. Phải mất tới ba năm, nhóm nghiên cứu công trình mới hoàn thiện được bản thiết kế kiến trúc của tòa tháp (1963-1966). Riêng quá trình xây dựng thì mất bảy năm để hoàn thành (1966-1973).
Tòa tháp được thiết kế theo hình hyberbol để kéo dài hình đổ bóng của ngọn đồi mà tháp nằm trên một cách tự nhiên. Đồng thời, hình dáng của ngọn tháp cũng giúp nó chống chọi tốt hơn với điều kiện khí hậu khắc nghiệt trên đỉnh núi Ještěd. Có thể nói, đây là một công trình được thiết kế rất khéo léo khi kết hợp được cả một trạm phát sóng và một khách sạn vào trong cùng một tòa tháp. Trong đó, khu vực khách sạn và nhà hàng được thiết kế ở phần thấp nhất của tòa tháp.
Tháp Ještěd là một trong những địa danh nổi tiếng tại miền bắc Bohemia. Từ phòng trưng bày và nhà hàng ở tầng đầu tiên của tòa tháp, có thể quan sát được phong cảnh của xứ Bohemia xinh đẹp, thậm chí còn có thể thấy được phần đất của hai quốc gia láng giềng là Ba Lan và Đức. Tháp truyền hình còn vinh dự được xuất hiện trên lá cờ và huy hiệu của vùng Liberec. Ngoài ra, tòa tháp cũng được in trên biểu tượng của trường đại học tại địa phương và trên logo của câu lạc bộ bóng đá Slovan Liberec. Tháp Ještěd còn từng xuất hiện trong một bộ phim của Cộng hòa Séc, đó là Grandhotel. Đây là một bộ phim được chuyển thể từ truyện của Jaroslav Rudiš.
Từ năm 1998, tháp Ještěd đã được liệt kê vào danh sách di tích văn hóa của Cộng hòa Séc và chính thức trở thành di sản văn hóa quốc gia vào năm 2006. Năm 2007, tháp Ještěd được đề cử vào danh sách Di sản Thế giới của UNESCO. Năm 1969, kiến trúc sư chịu trách nhiệm thiết kế tòa tháp, Karel Hubáček, đã được trao Giải thưởng Perret danh giá của Liên minh Kiến trúc sư Quốc tế (UIA).
Có hai cách có thể đến được tòa tháp, đó là đi bằng đường bộ hoặc đi cáp treo từ chân núi.

## Giải thưởng
Năm 1964, Hiệp hội Kiến trúc sư Tiệp Khắc đã trao giải thưởng thiết kế cho tháp Ještěd trong triển lãm công trình kiến trúc thường niên 1962–63. Vào mùa xuân năm 1969, khi tòa tháp vẫn chưa được xây xong, kiến trúc sư của tòa tháp là Karel Hubáček đã được Liên minh Kiến trúc sư Quốc tế trao giải thưởng Auguste Perret vì ứng dụng được công nghệ một cách sáng tạo trong thiết kế kiến trúc. Đây là một giải thưởng danh giá nhất mà một kiến trúc sư người Séc đã từng đạt được. Năm 2000, tháp Ještěd lại tiếp tục được nhận danh hiệu "Công trình quan trọng nhất tại Séc vào thế kỷ 20". Tháng 9 năm 2005, trong một cuộc khảo sát độc giả của kênh thông tin điện tử iDNES.cz, tháp Ještěd đã đứng thứ hai trong bảng xếp hạng "Bảy kỳ quan của Cộng hòa Séc".

## Di tích quốc gia
Vào ngày 26 tháng 3 năm 1998, Bộ Văn hóa Cộng hòa Séc đã ghi danh tòa tháp là một trong những di sản văn hóa bất động. Tháng 1 năm 2006, tháp Ještěd chính thức được tuyên bố là di sản văn hóa quốc gia. Ngày 29 tháng 5 năm 2007, tòa tháp đã được thêm vào danh sách Tài sản Văn hóa của Cộng hòa Séc, đồng thời cũng được đề cử vào Danh sách Di sản Thế giới của UNESCO.